# Хусейн III
Хусе́йн III, Хусейн ибн Хусейн, также Гусейн-паша, Гусейн-дей (ок. 1765, Смирна, Османская империя — 1838, Александрия, Египет) — последний алжирский дей (пожизненный правитель), февраль 1818 — 5 июля 1830.

## Биография
После смерти Омара, убитого в 1817 году янычарами, и его преемника Али, умершего от чумы в 1818 году, в деи был избран Хусейн. Он стал нападать на европейские суда и купцов и пришёл в столкновение с французским правительством.
Раздражённый тем, что Франция не обращала никакого внимания на его денежные требования, и выведенный из себя высокомерным ответом французского консула Пьера Деваля, он ударил последнего по лицу опахалом и отказался дать какое бы то ни было удовлетворение. Франция в июне 1827 года предприняла блокаду алжирских берегов. Эта мера, однако, не привела ни к чему, и министерство Полиньяка, желавшее блестящими военными действиями обозначить успех своей внутренней реакционной политики, решило предпринять завоевание Алжира. Хусейн был принужден сдаться высадившимся в Алжире французам и лишён власти (1830).
После французской оккупации Алжира Хуссейн-дей был выслан в Неаполитанское королевство, где прожил три года. Скончался в Александрии, Египет в 1838 году.